# Caldas do Jorro
Caldas do Jorro, ou simplesmente Jorro, é um distrito de Tucano, município do estado brasileiro da Bahia. Em função de disputas territoriais, o pertencimento a Tucano foi reconhecido em novembro de 2018 pelo governo da Bahia.
O distrito abriga uma estância hidromineral na Praça Ana Oliveira, cujas águas sulfurosas a 48 graus Celsius são oriundas de dois lençóis freáticos distantes 1 861,41 metros da superfície. A estância resulta da prospecção de petróleo pelo Conselho Nacional do Petróleo, que determinou a perfuração de esperado poço petrolífero em 1948. Em função das águas termais, o distrito é destino do turismo balnear.

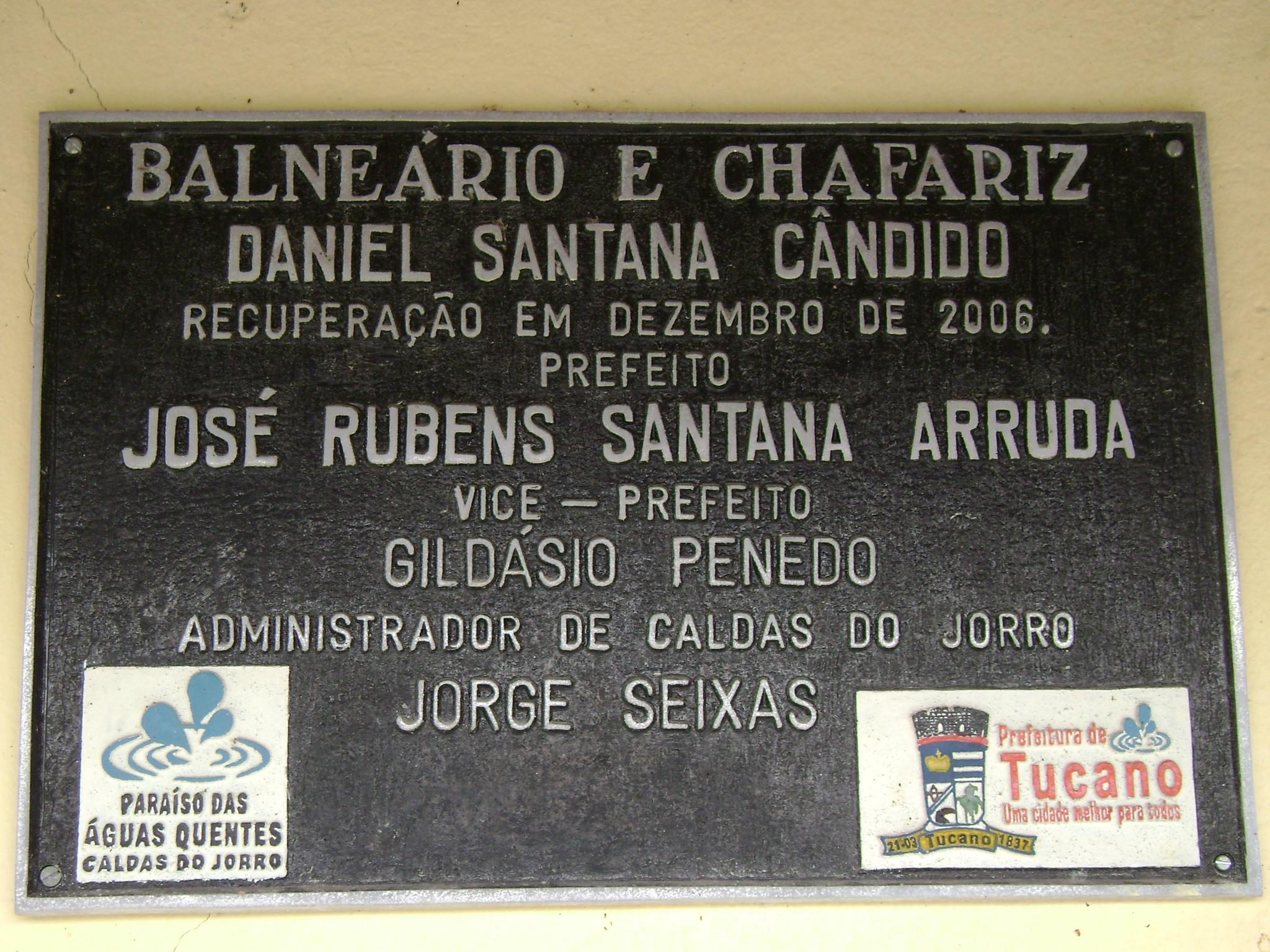
Inscrição do balneário.